# SDTV
Az SDTV kifejezés a Standard-Definition TV (magyarul: normál felbontású televízió) rövidítése, nevét az Amerikai Egyesült Államokban a HDTV-től való megkülönböztetés érdekében hozták létre.
A Standard-Definition TV PAL és NTSC normával megegyező felbontású és képfrissítésű, digitális, veszteséges tömörítéssel dolgozó tévészabvány. 
Ez egy olyan analóg tévé, amit elláttak egy digitális adások vételére alkalmas ATSC vagy DVB-T tunerrel. Ezzel venni tudja a digitális adásokat, de a HDTV-műsorok közel sem nézhetőek rajta olyan jól, mint egy HDTV-n.

## SDTV felbontások
| Felbontás | Felbontás neve | Pixel méretarány (4:3) | Pixel méretarány (16:9) | Használják            |
| 720×576   | 576i           | 16:15                  | 64:45                   | D1/DV PAL (ITU-R 601) |
| 704×576   | 576p           | 12:11                  | 16:11                   | EDTV PAL              |
| 720×480   | 480i           | 8:9                    | 32:27                   | DV NTSC               |
| 720×486   | 480i           | 8:9                    | 32:27                   | D1 NTSC (ITU-R 601)   |
| 704×480   | 480p           | 10:11                  | 40:33                   | EDTV NTSC             |